# روني بيكوك
روني بيكوك (بالإنجليزية: Ronnie Peacock)‏ هو لاعب كرة قدم أمريكية أمريكي، ولد في 5 سبتمبر 1950.